# Andrena flavofacies
Andrena flavofacies là một loài Hymenoptera trong họ Andrenidae. Loài này được Nurse mô tả khoa học năm 1904.